# Edificaciones religiosas de Caracas
Caracas es una ciudad que cuenta con una serie de edificaciones religiosas distribuidas en todo su territorio. Algunas de las edificaciones datan de los siglos XVIII, por lo que representan la historia de la ciudad. 

## Edificaciones importantes
Caracas cuenta con más de un centenar de edificaciones religiosas, sin embargo, las edificaciones más importantes arquitecturas religiosas de la ciudad son:
- Catedral de Caracas: es la primera iglesia construida en Caracas, erigida en 1641, mantiene una mezcla de estilo colonial y posteriores. Actualmente, en la torre existe un reloj que además de campanadas, tiene sonidos de varias canciones, entre ellas el Himno Nacional. En la Catedral fue bautizado Simón Bolívar el 30 de julio de 1783.
- Catedral de San Jorge : es la sede del Exarcado apostólico melquita de Venezuela de rito bizantino.
- Iglesia Parroquial de San José: Construida en 1889 bajo el mandato del entonces Presidente Juan Pablo Rojas Paúl, ubicada en la Sabana de Ñaraulí, al Norte del casco central de Caracas, ésta sabana había servido de asentamiento y sede catedralicia por disposición del Arzobispo Narciso Coll y Pratt, luego del terremoto de 1812 .
- Basílica de Santa Teresa: estructura de estilo neoclásico constituida por dos iglesias, al lado este Santa Ana y al oeste Santa Teresa, las cuales se unen en el imponente altar mayor. Dentro de esta Basílica se encuentra la imagen más venerada en Caracas durante la Semana Santa, "El Nazareno de San Pablo", el cual lleva el nombre del primer templo en donde fue hallada y a quien se le atribuyen muchos milagros.
- Basílica Menor Santa Capilla: iglesia de estilo gótico, hecha a la imagen de la Sainte Chapelle de París.
- Iglesia de San Francisco: en esta iglesia, se le entregó a Bolívar el título de Libertador. Este templo es una de las máximas representaciones del arte barroco latinoamericano en nuestro país, y aloja en su interior un retablo que constituye la pieza mejor conservada del arte colonial venezolano.
- Iglesia Nuestra Señora de Coromoto: una de las más importantes y hermosas iglesias de la ciudad capitalina, puesto que es el templo de la Patrona de Venezuela. En el interior el templo tiene hermosas esculturas y grandes obras de arte.
- Mezquita Ibrahim Al-lbrahim: Es la segunda mezquita más grande de Latinoamérica, es un edificación que se comenzó a construir en 1989 con el fin de proporcionarle a la población musulmana de Caracas un lugar donde llevar a cabo los ritos de su religión.
- Sinagoga Tiféret Israel es el templo judío más grande de Venezuela ubicado en la Parroquia El Recreo del Municipio Libertador de Caracas, fue abierta al público en 1963.
- Templo de Caracas: operado por La Iglesia de Jesucristo de los Santos de los Últimos Días.
- Iglesia de Pompei en la urbanización La Florida, construida en 1969 para la comunidad italiana de Caracas.
- Iglesia de San Constantino y Santa Elena: Fue donada por la Iglesia ortodoxa de Venezuela y el Gobierno de Rumania. Sólo existen 15 templos religiosos de este tipo en el mundo y sólo dos de ellos están fuera de Rumania. Fue edificada por artesanos originarios de la provincia de Maramureş, Transilvania. Fue ensamblada sin clavos ni objetos metálicos en su estructura. La totalidad de las piezas de madera para los techos y paredes, traídas de Rumania, según tradiciones sagradas para evitar semejanzas con los herrajes y martirios de la crucifixión.
- Iglesia de Nuestra Señora de las Mercedes

## Galería

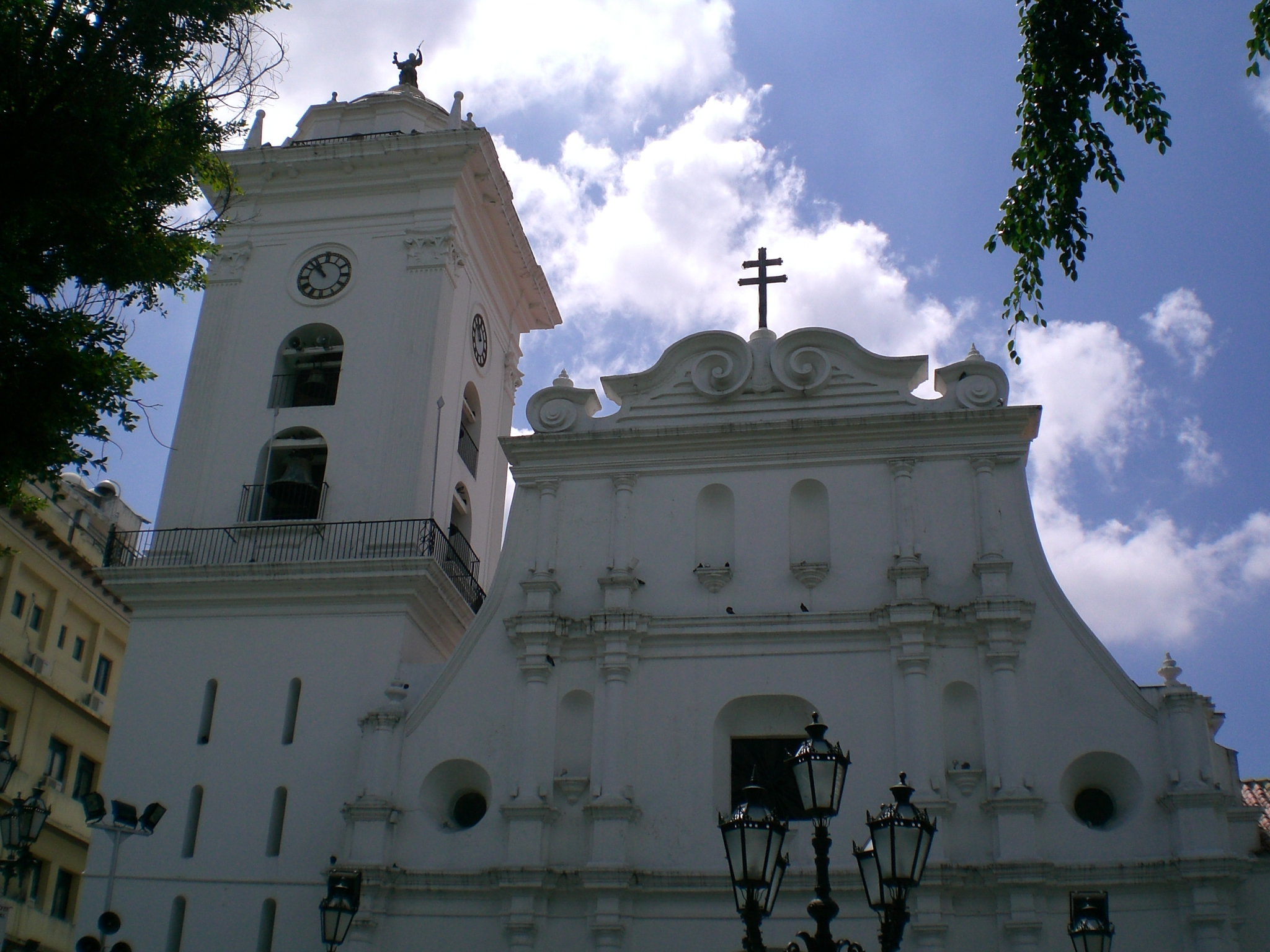
Catedral de Caracas
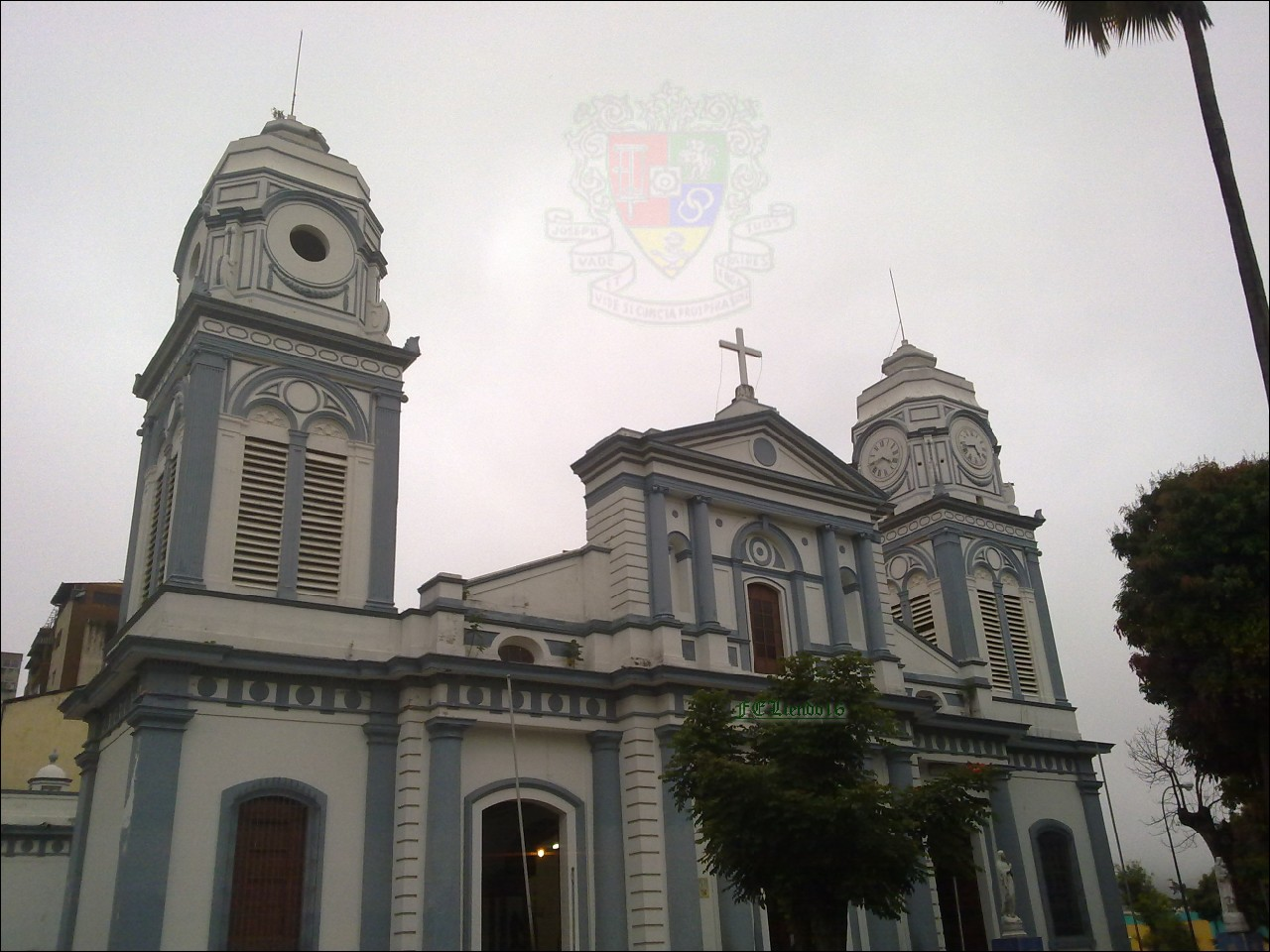
Iglesia Parroquial San José de Caracas
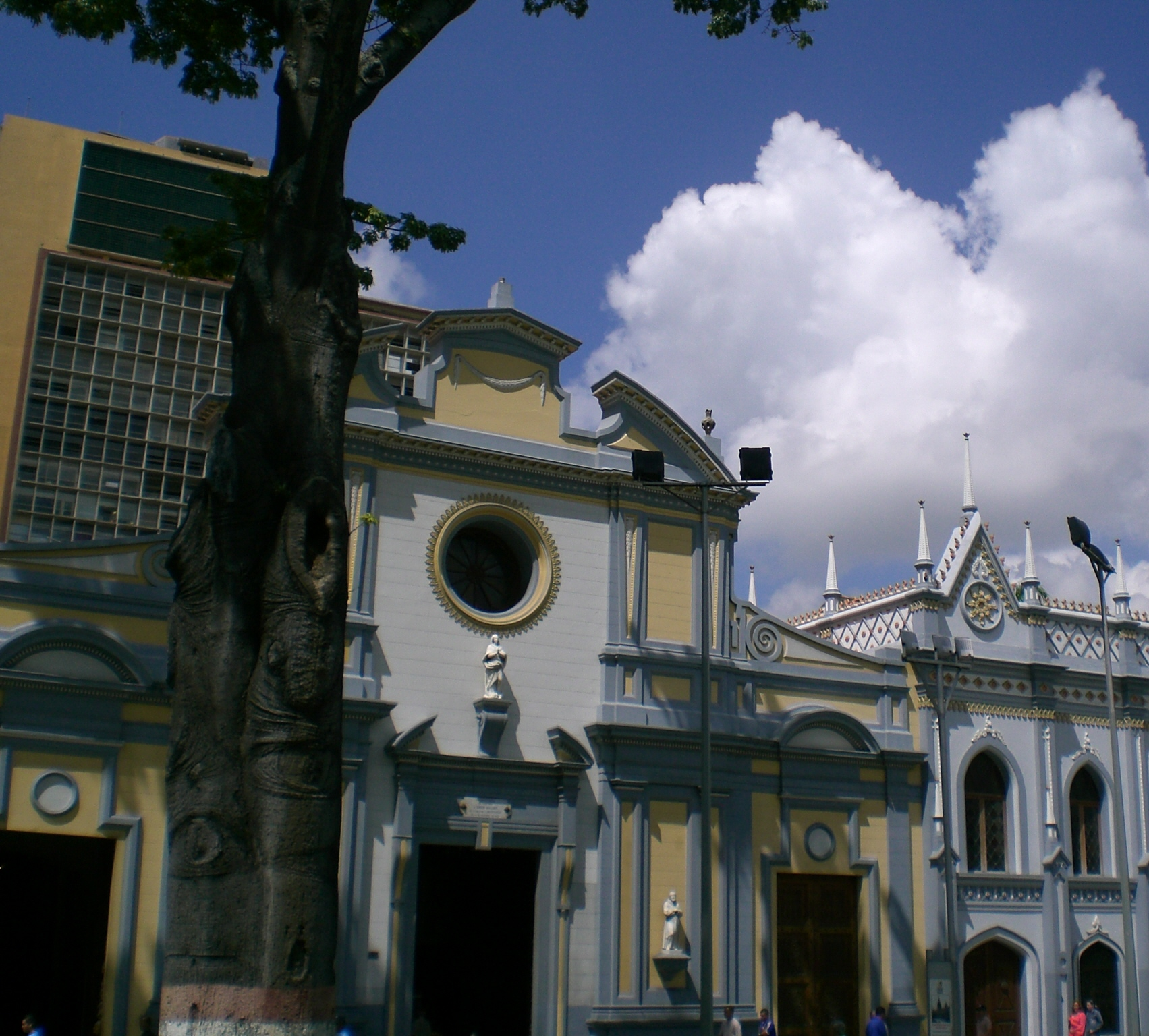
Iglesia de San Francisco
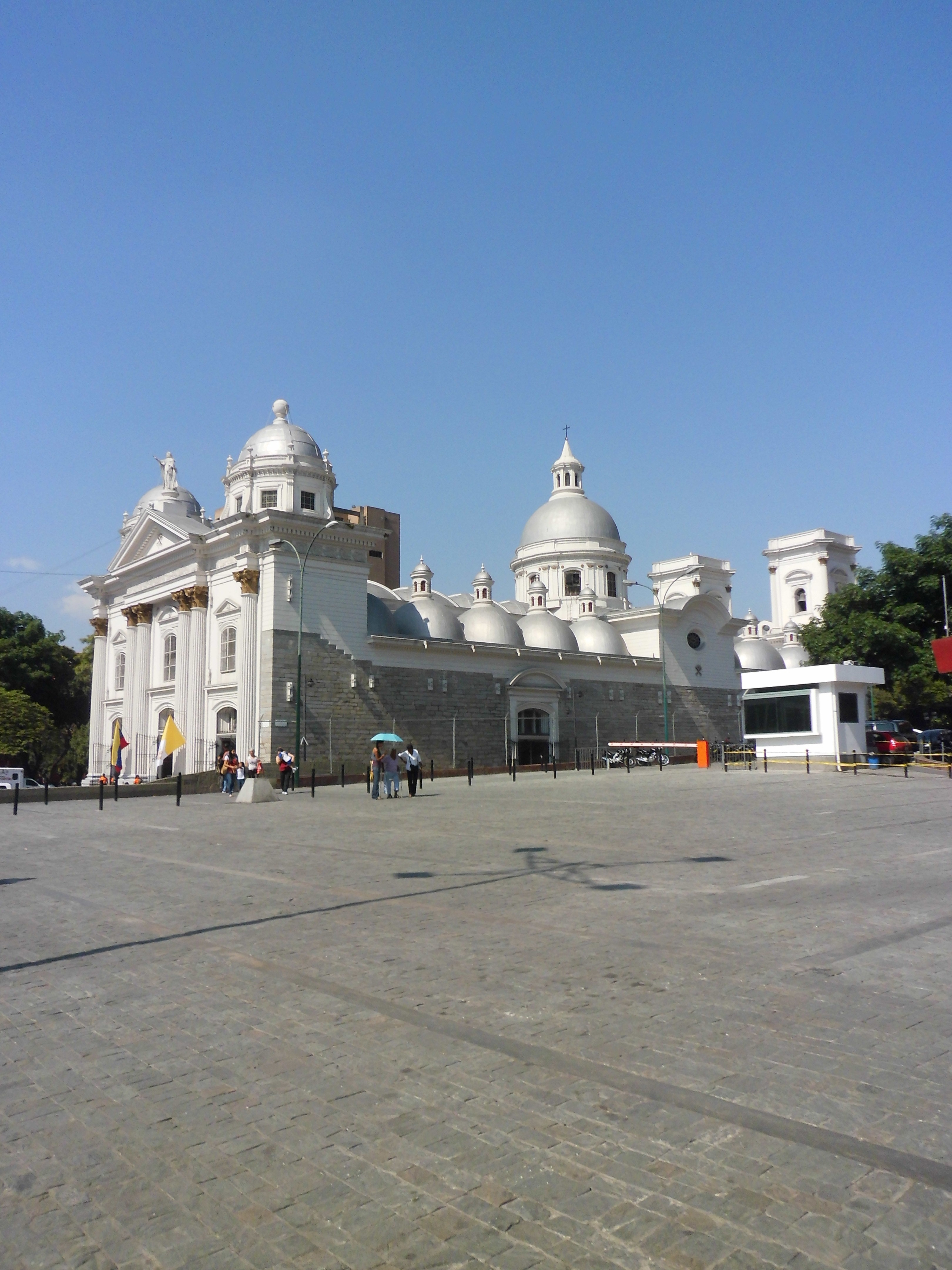
de Santa Teresa y Santa Ana
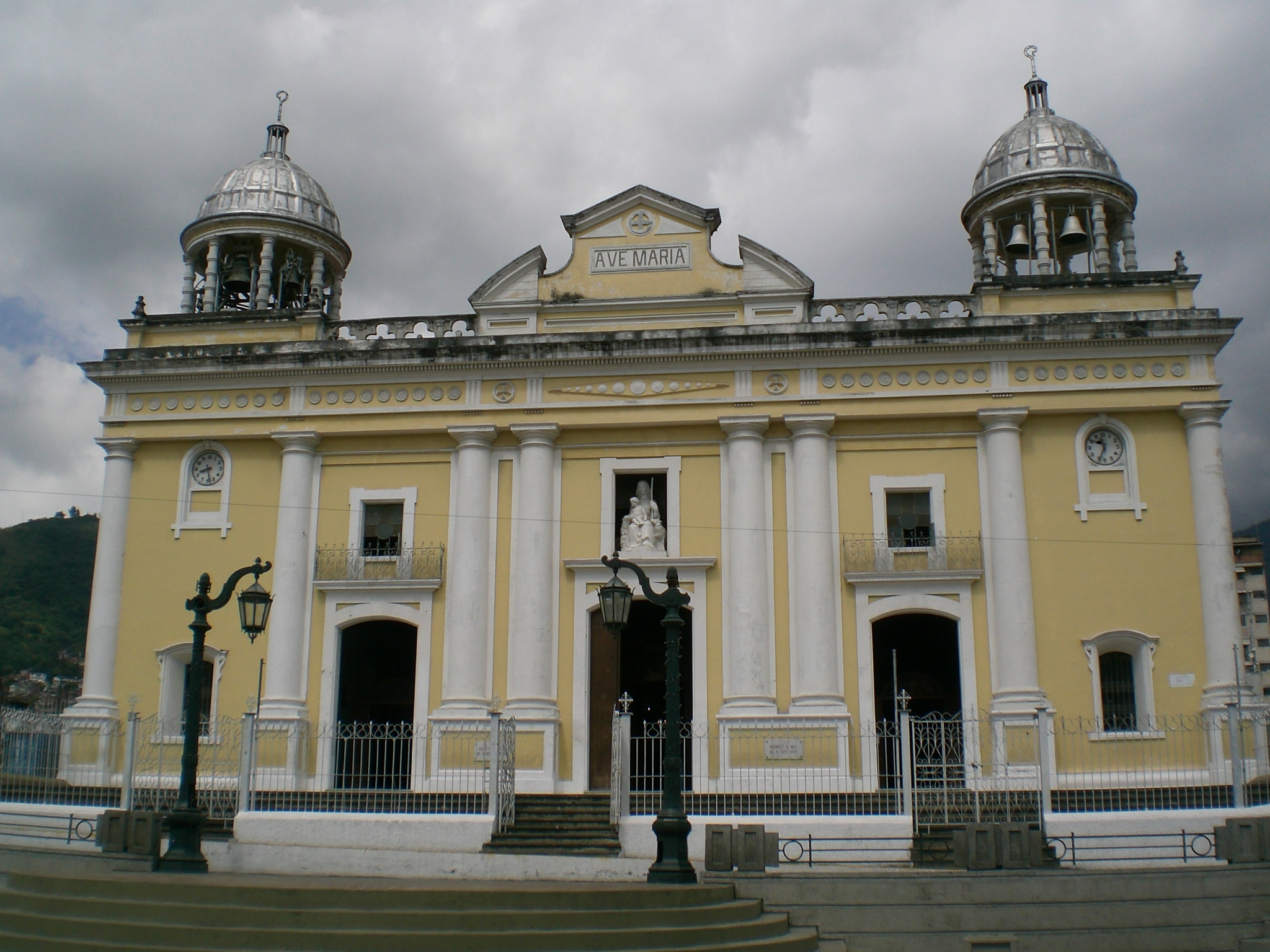
Iglesia de La Pastora
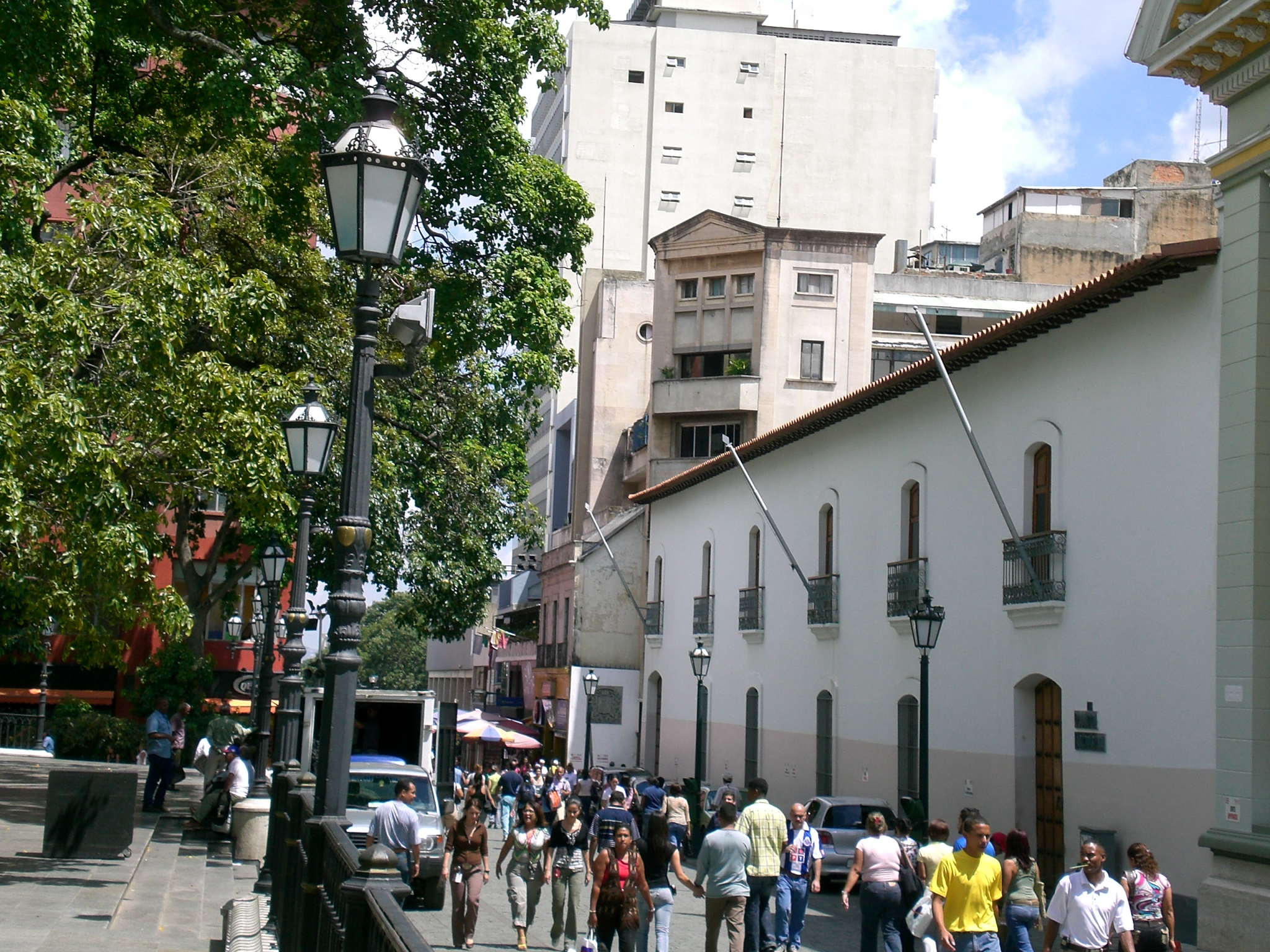
Palacio Arzobispal
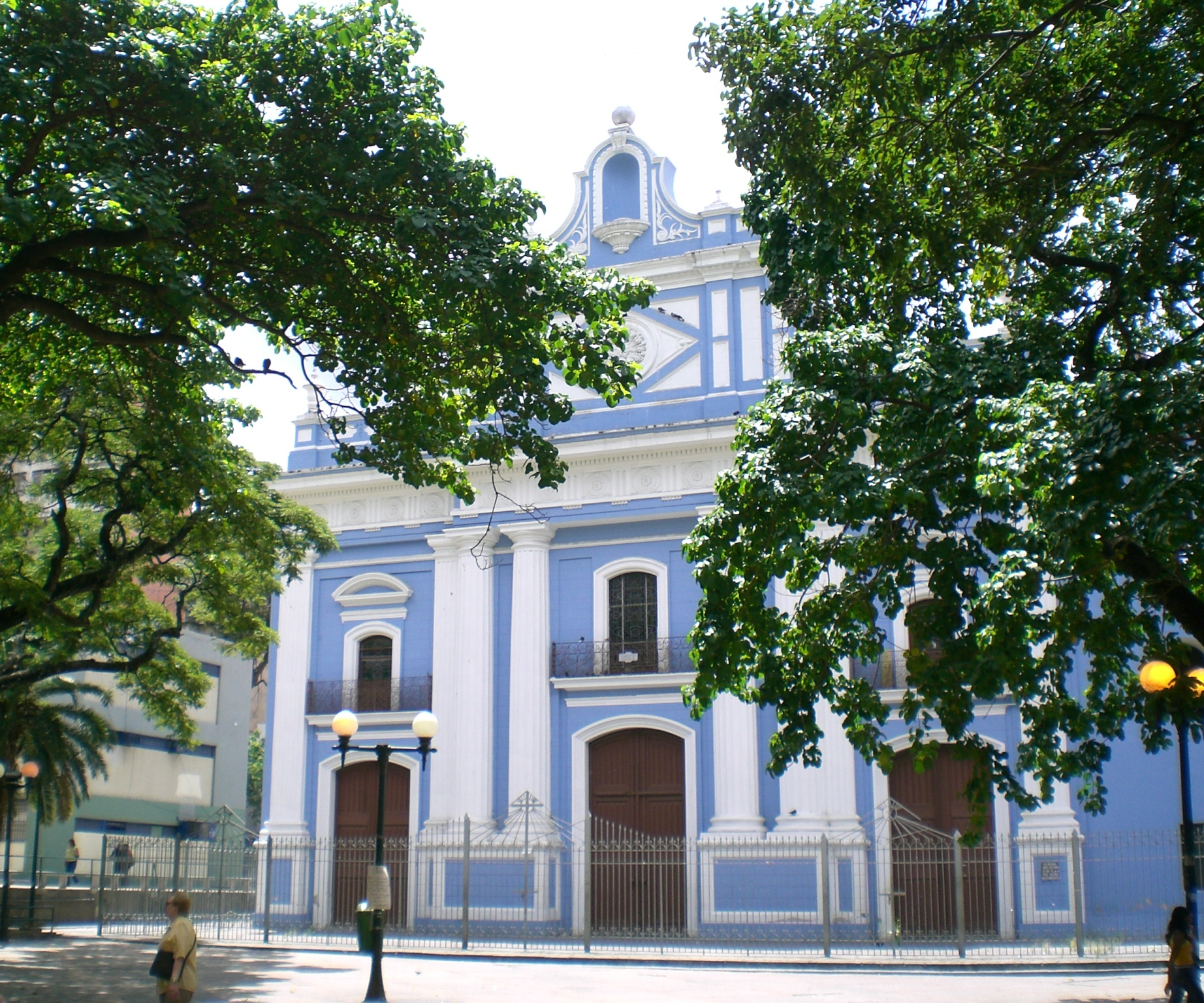
Iglesia La Candelaria
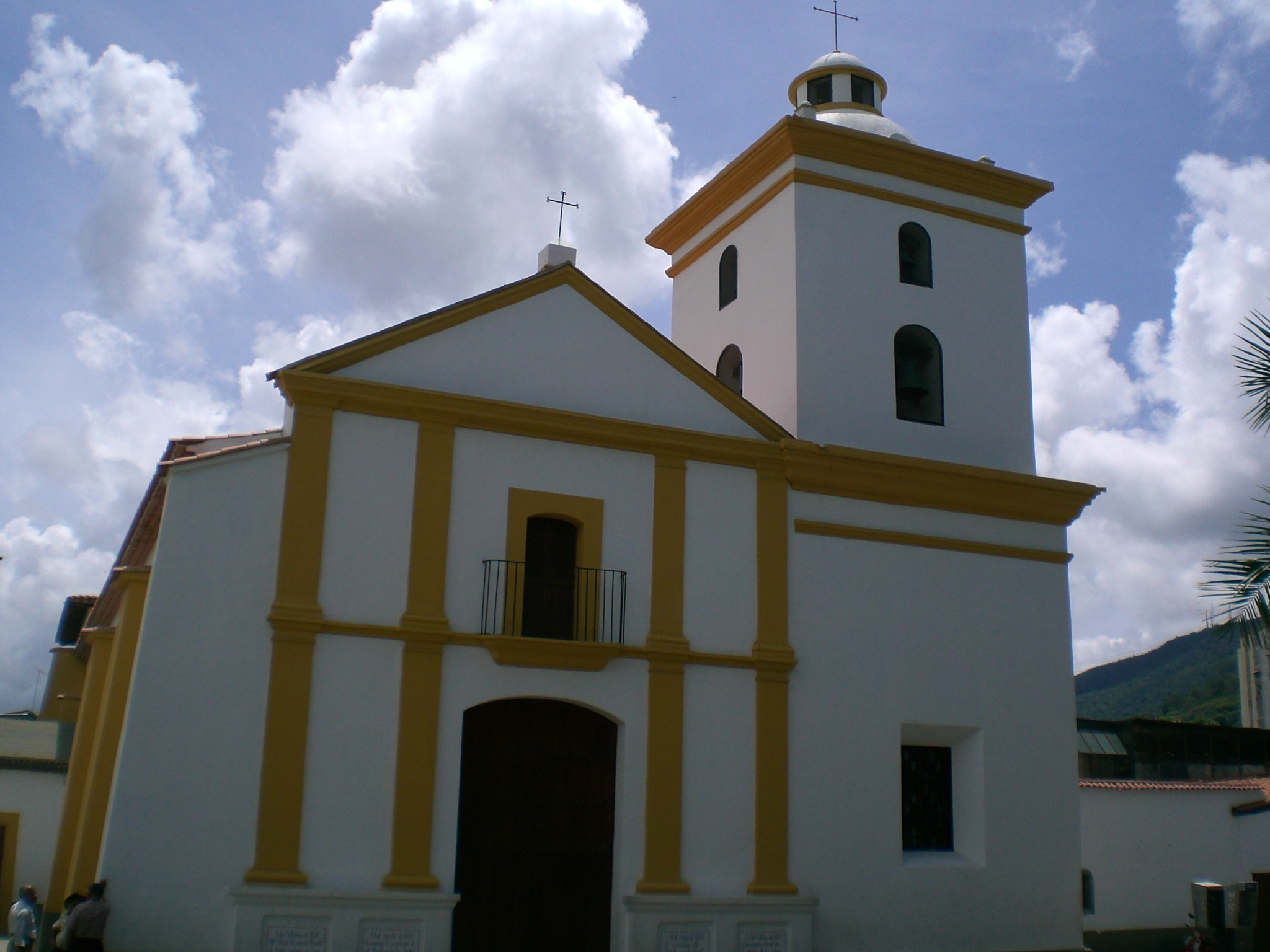
Iglesia Nuestra Señora del Rosario
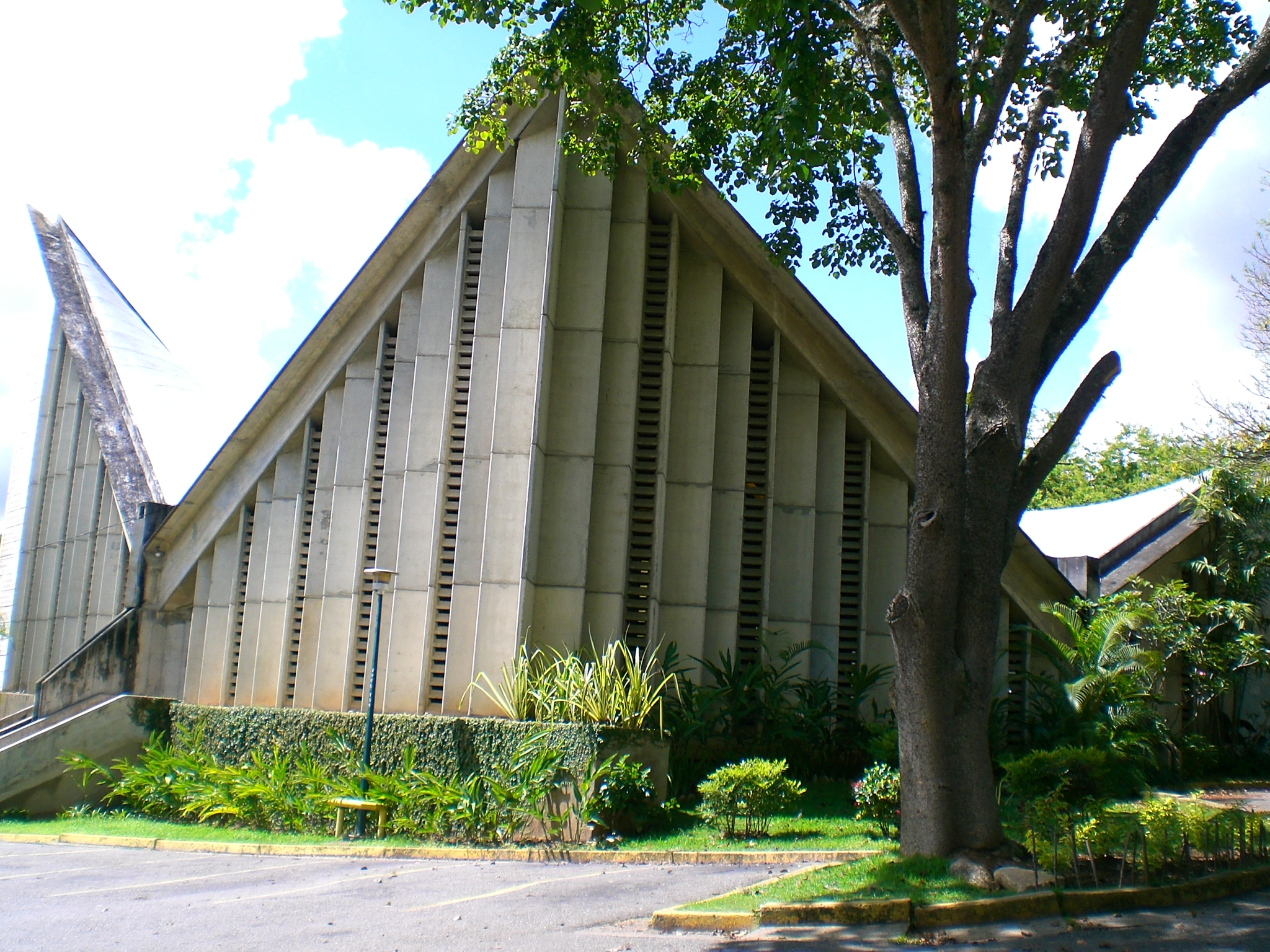
Iglesia de Prados del Este
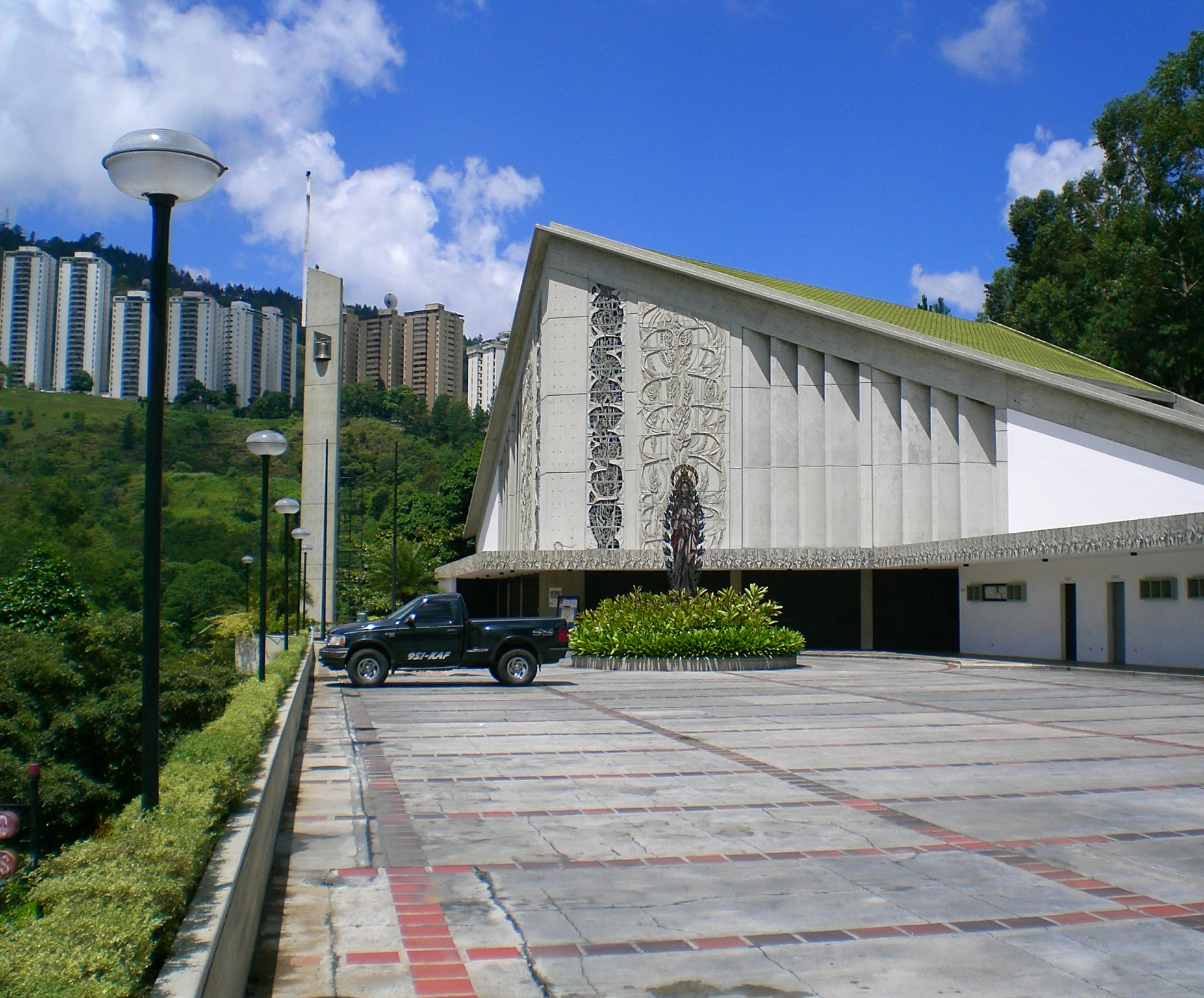
Iglesia de Manzanares
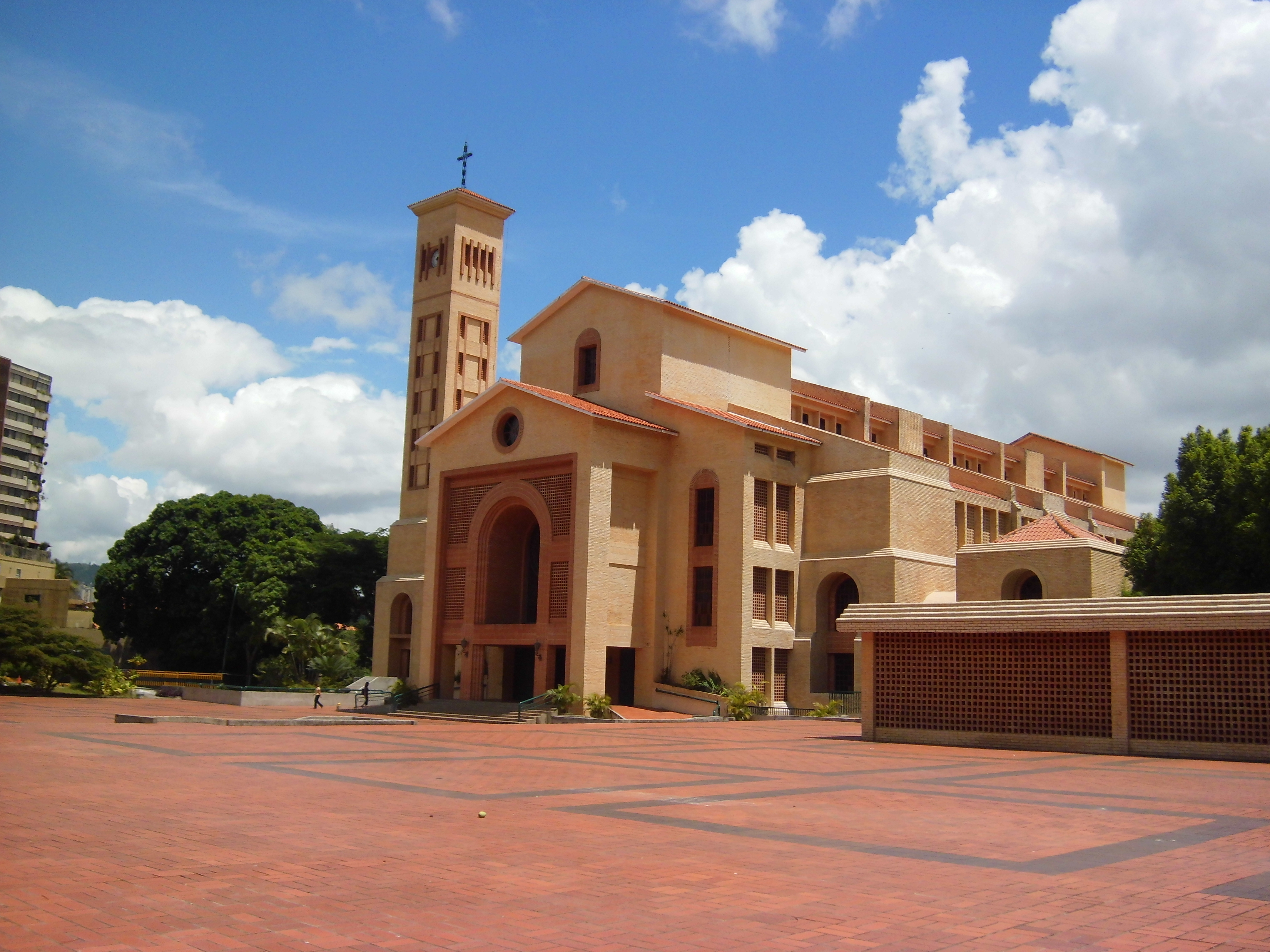
Iglesia Sagrada Familia de Nazaret
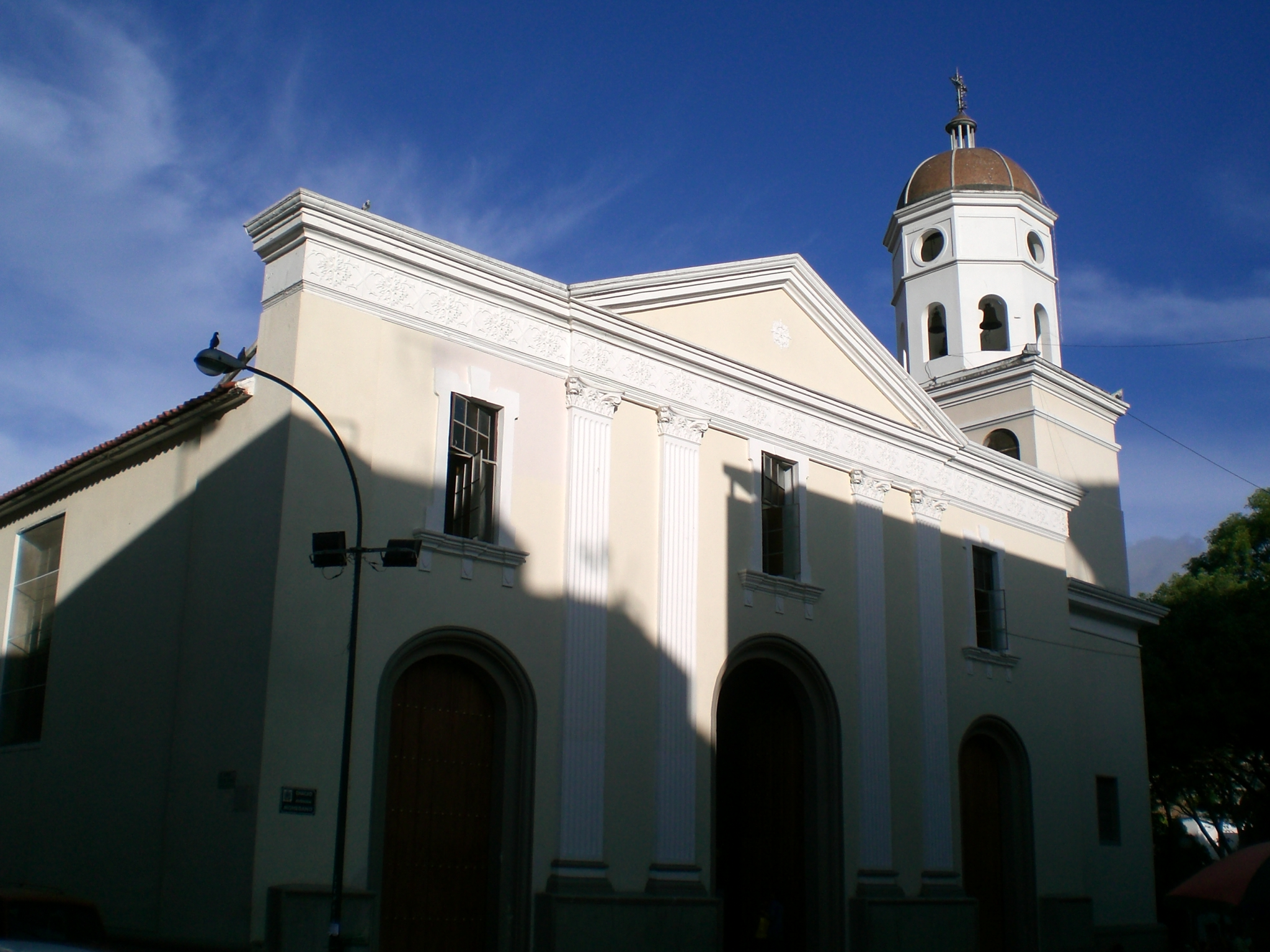
Iglesia San José de Chacao
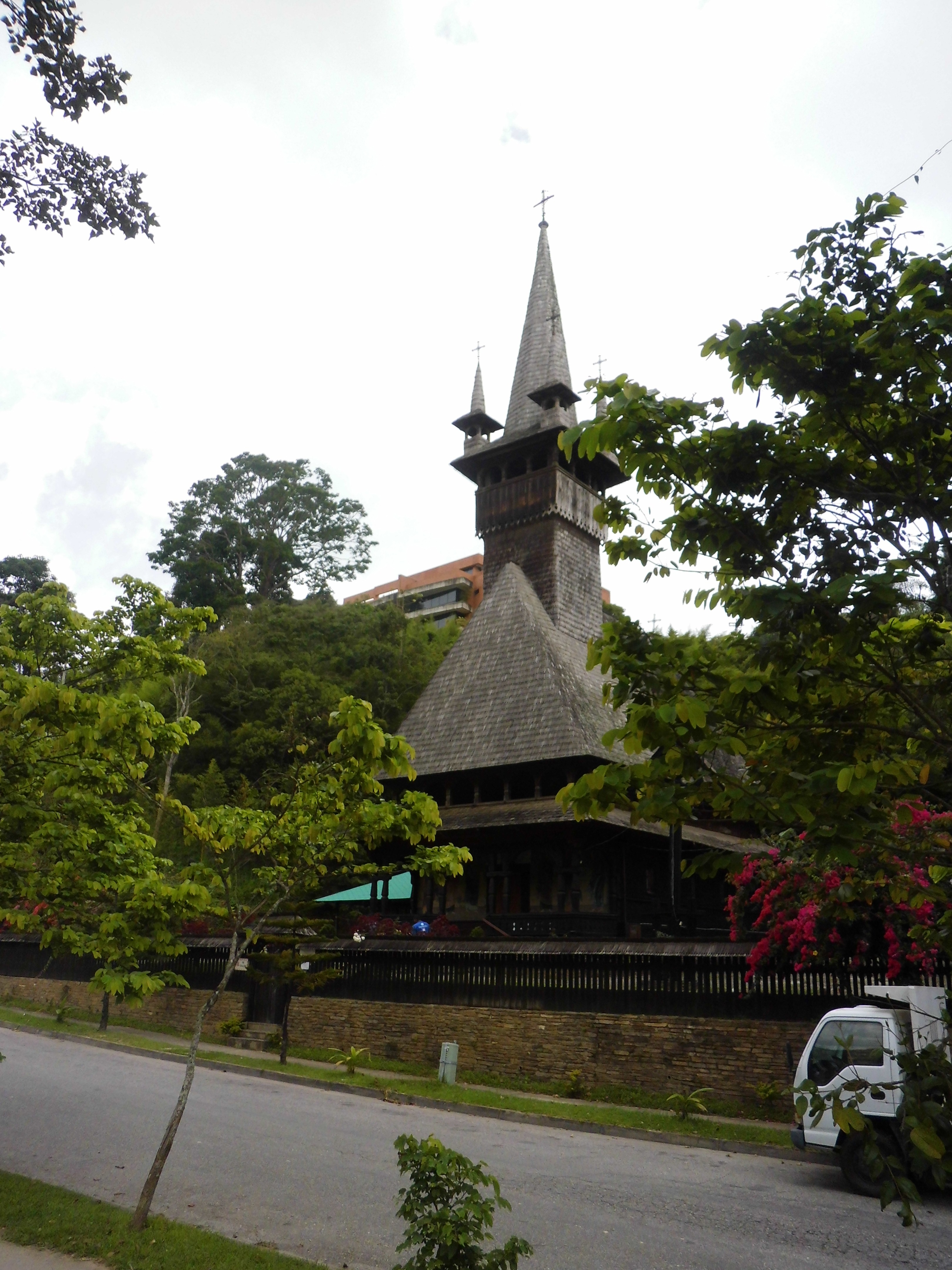
Iglesia Ortodoxa y RUmana San Constantino y Santa Elena
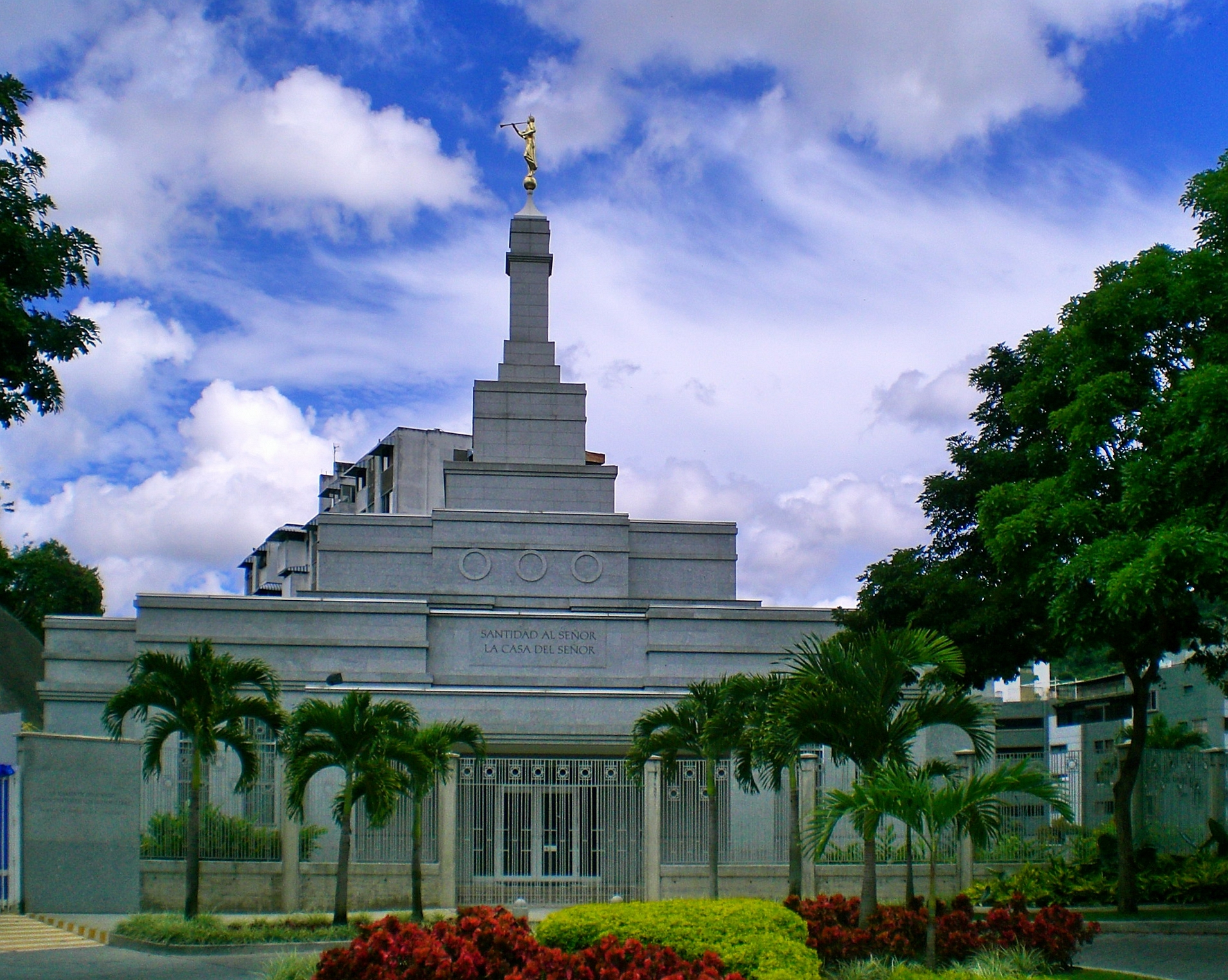
Templo de Caracas
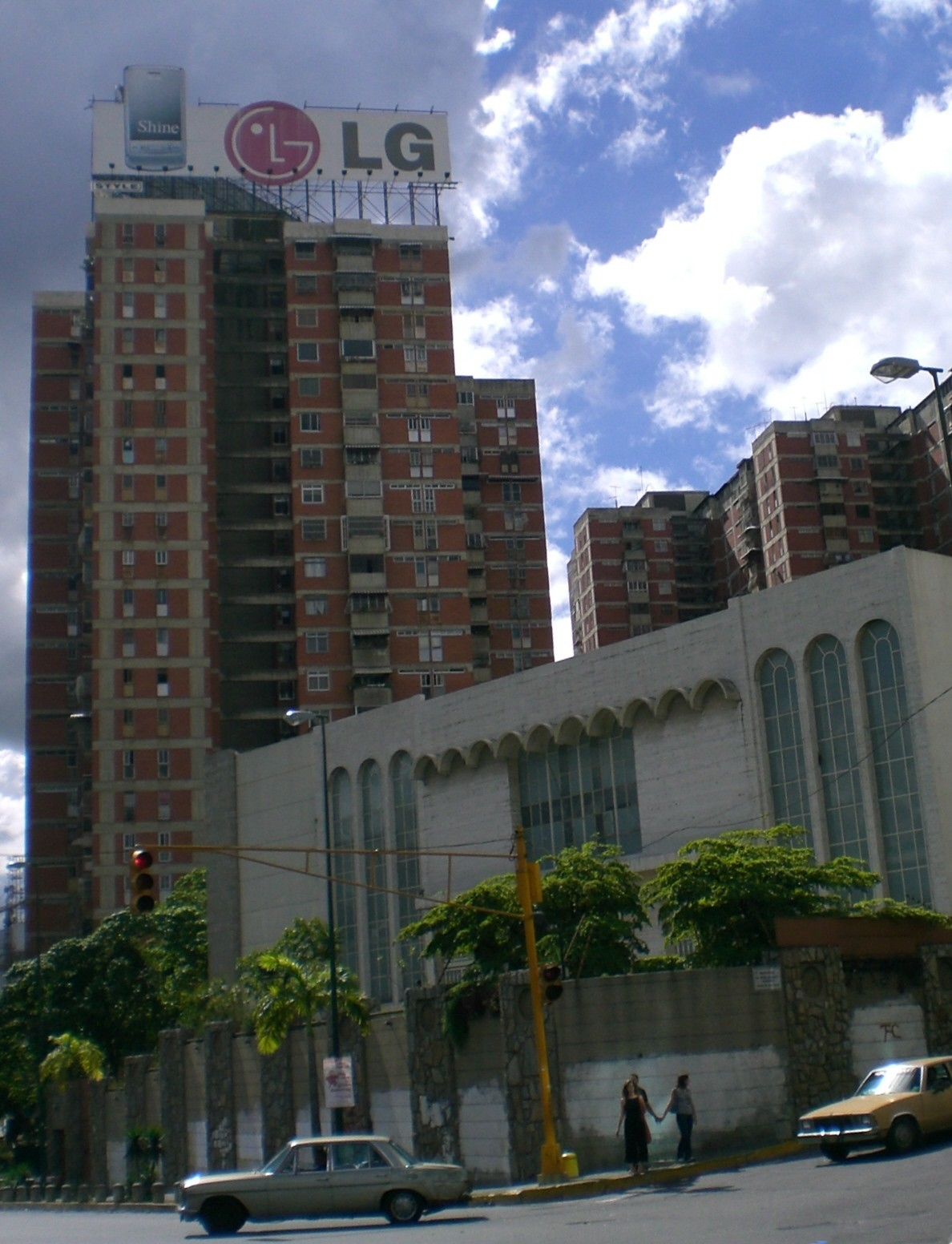
Sinagoga de Caracas
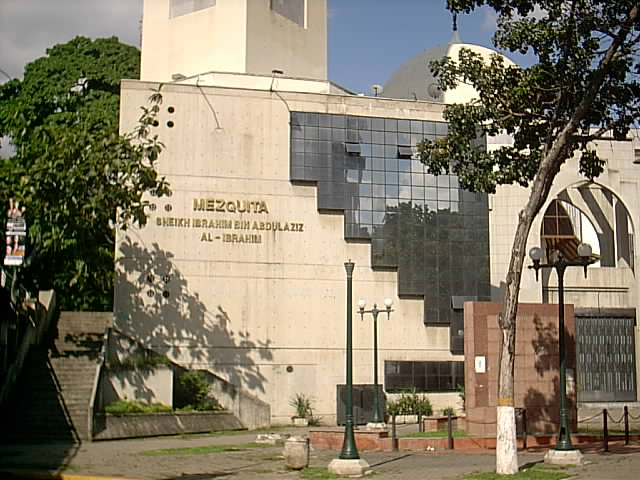
Fachada de la Mezquita Ibrahim Al-lbrahim